# Necklacing
Necklacing —del inglés necklace (collar)— es una práctica de tortura y posteriormente de ejecución extrajudicial, llevada a cabo forzando a la víctima a llevar un neumático impregnado de gasolina alrededor del pecho y de los brazos, y prendiéndolo en llamas. La víctima puede tardar hasta 20 minutos en morir, sufriendo gravísimas quemaduras en el proceso.

## En Sudáfrica
El Necklacing fue empleado por la comunidad negra sudafricana para castigar a aquellos que eran percibidos como colaboradores del gobierno del apartheid. Era aplicado principalmente a informantes de la policía; aunque esta práctica era ejecutada a menudo en nombre de la lucha, era condenada por el cuerpo ejecutivo de la ANC. En 1986, Winnie Mandela, entonces esposa del cautivo Nelson Mandela, declaró «con nuestras cajas de cerillas, y nuestros collares, liberaremos este país», lo cual fue visto ampliamente como una aprobación explícita del necklacing, lo que en su momento provocó que la ANC se distanciara de ella, sin embargo ella más tarde tomaría un número de posiciones oficiales dentro del partido.
La primera víctima de necklacing, de acuerdo a la Comisión de la Verdad y la Reconciliación de Sudáfrica, fue una joven, Maki Skosana, el 20 de julio de 1985.

Moloko dijo que su hermana fue incinerada hasta la muerte con una llanta alrededor de su cuerpo cuando asistía al funeral de uno de los jóvenes. Su cuerpo fue calcinado por el fuego y piezas de vidrio roto fueron introducidas en su vagina, Moloko dijo al comité. Moloko agregó que una gran roca fue arrojada sobre su rostro luego de que fuera asesinada.

El fotoperiodista Kevin Carter fue el primero en fotografiar una ejecución pública por necklacing en Sudáfrica a mediados de la década de 1980. Más tarde dijo sobre las imágenes:

Estaba horrorizado con lo que ellos hacían. Estaba horrorizado con lo que yo estaba haciendo. Pero la gente comenzó a hablar sobre aquellas imágenes […] entonces sentí que tal vez mis acciones no habían sido del todo malas. Ser testigo de algo tan horrible no fue necesariamente tan malo.

Continuó diciendo: 

Luego de ver tantas ejecuciones en las noticias, me di cuenta que muchas otras estaban siendo realizadas [fuera de cámara] y que esto solo era la punta del iceberg, o que la presencia de la cámara completaba el último requisito, y actuó como catalizador en esta terrible reacción. El fuerte mensaje que estaba siendo enviado, solo tenía significado si era llevado por los medios. No era más sobre la advertencia [a otros] que a cerca de causar dolor a una persona. La pregunta que me atormenta es ‹¿esta gente habría sido ejecutada si no hubiera cobertura de los medios?›

La autora Lynda Schuster escribió: 

El Necklacing representó el peor de los excesos cometidos en nombre de la rebelión. Este fue una forma particularmente espantosa de linchamiento, reservada para aquellos considerados colaboradores del gobierno, informantes y policías negros. Los verdugos podrían forzar un neumático sobre la cabeza y alrededor de los brazos del sospechoso, empaparlo en gasolina y encenderlo. Inmovilizada, la víctima ardía hasta morir.

Algunos comentaristas han hecho notar que la práctica del necklacing sirvió para aumentar los niveles de violencia durante los enfrentamientos en los suburbios negros de la década de 1980 y principios de 1990 en Sudáfrica cuando los miembros de las fuerzas de seguridad se hicieron brutales temiendo caer víctimas de esta práctica.

## En otros países
A inicios de la década de 1960, cuando la semilla del conflicto étnico de Sri Lanka relativo al Eelam fue sembrada, manifestantes sinhala usaron el necklacing en las trifulcas anti tamiles.
Luego del asesinato de la primera ministra india Indira Gandhi cometido por sus guardaespaldas sikh el 31 de octubre de 1984, esta técnica fue aplicada sobre varios sikhs por la muchedumbre enfurecida.
A inicios de la década de 1990, estudiantes universitarios en Abiyán, Costa de Marfil, estaban sufriendo una plaga de ladrones que robaban en sus dormitorios. Los estudiantes tomaron el asunto en sus manos al capturar a varios presuntos ladrones y luego los ejecutaron colocando neumáticos alrededor de sus cuerpos y prendiéndolos en llamas. La policía marfileña, impotente para detener la ejecución, no pudo hacer nada más que esperar y mirar.
En 2006, al menos una persona murió en Nigeria por necklacing durante las protestas islámicas por los dibujos satíricos de Mahoma.
La práctica es usada ampliamente por los traficantes de drogas en Brasil —Río de Janeiro, Región Sureste—, donde es llamado «microondas» —en alusión al horno microondas—. El periodista Tim Lopes fue una víctima muy conocida.
El necklacing fue ampliamente utilizado por la insurrección armada liderada por la Janatha Vimukthi Peramuna en Sri Lanka. Una descripción gráfica de estos necklacing aparece en el libro The Island of Blood de la periodista Anita Pratap.

## En la cultura popular
- En The Shield, el villano de la segunda temporada, Armadillo Quintero, usa el necklacing como método para matar a sus enemigos. El estreno de la temporada inicia con el villano asesinando a un narcotraficante rival de esta forma. La trama del episodio lleva a dos de los personajes detectives a buscar testigos que vinculen a Quintero con el asesinato.
- En The Americans la tercera temporada incluye a un operador de inteligencia de Sudáfrica que es llevado a la muerte por necklacing por intentar falsificar un bombardeo para desacreditar a un grupo antiapartheid universitario.
- En Elementary, en el episodio 10: «Seed Money» de la temporada 3, se tiene el necklacing como un punto importante de la trama. En el episodio, Kitty intenta encontrar a un adolescente que escapa, Sherlock y Joan trabajan un caso en el cual el asesinado de un brillante bioingeniero parece estar en manos de un cartel de la droga.
- En Max Payne 3, Marcelo Branco es asesinado de esta forma por cracha Preto. El propósito de la escena es mostrar cuan crueles son los pobladores e implicar al Comando Sombra en el crimen.
- En Tropa de élite, el estudiante y voluntario de NGO, Pedro Rodrigues, es ejecutado por órdenes del principal antagonista, Baiano, como represalia de atraer la atención de la policía a su barrio, aun siendo por descuido.
- En el capítulo 64 de I Am a Hero un cuerpo quemado se aprecia a un costado del camino. Uno de los personajes, Araki, dice que podría haber sido ejecutado por necklacing.
- Puede verse a un hombre siendo ejecutado por necklacing en el drama de guerra de 2003 Tears of the Sun mientras el equipo SEAL entra a una villa nigeriana que es masacrada por fuerzas rebeldes.
- En las escenas iniciales de la película Bopha!, un policía negro sudafricano es ejecutado por una turba de militantes negros antiapartheid quienes lo acusan por traición.
- En Call of Duty: Modern Warfare 3, una misión hace al jugador tomar el rol de un miembro rechazado del Task Force 141 que se infiltra en una villa bajo el control de la milicia de Sierra Leona, que está ejecutando pobladores por necklacing. Los pobladores pueden ser salvados dependiendo de las acciones del jugador.
- En District 9 (2009) la película sudafricana de ciencia ficción aborda temas de violencia étnica y linchamientos, inspirados en realidades históricas del país.